# Aeroport de Xangongo
L'aeroport de Xangongo (codi IATA: XGN, codi OACI: FNXA) és un aeroport que serveix Xangongo a la província de Cunene a Angola. Fou construït pels cubans en 1988 com a base aèria durant les últimes campanyes contra el règim sud-africà de l'apartheid durant la Guerra Civil angolesa.